# Gare Lille-Flandres
Gare Lille-Flandres è una stazione d'interscambio della metropolitana di Lilla tra la linea 1 e la linea 2. È situata sotto la stazione di Lilla Fiandre, nel III arrondissement di Marsiglia e serve il quartiere di Saint-Charles.

## Storia
La stazione è stata aperta al traffico con il nome di Gares il 25 aprile 1983 con l'inaugurazione del primo troncone della linea 1.
Il 1º aprile 1989 divenne il temporaneo capolinea della linea 2. Assunse la denominazione attuale il 5 maggio 1994 dopo l'apertura della stazione di Gare Lille-Europe.

## Interscambi
Nelle vicinanze della stazione effettuano fermata diverse linee di tram, autobus urbani ed interurbani.
- Stazione ferroviaria (Lilla Fiandre)
- Fermata autobus